# Hippotion talboti
Hippotion talboti is een vlinder uit de familie van de pijlstaarten (Sphingidae). De wetenschappelijke naam van de soort werd in 1930 gepubliceerd door Benjamin Preston Clark.
De soort komt voor op het eiland Sao Tomé in Sao Tomé en Principe ten westen van het Afrikaanse continent.